# Tillandsia 'Cotton Candy'
Tillandsia 'Cotton Candy' es un cultivar híbrido del género Tillandsia perteneciente a la familia Bromeliaceae.
Es un híbrido creado en el año 1988 con las especies Tillandsia stricta × Tillandsia recurvifolia.